# Hŏch'ŏn-gun
Hŏch'ŏn-gun (koreanska: 허천군) är en kommun i Nordkorea.   Den ligger i provinsen Hamnam, i den nordöstra delen av landet, 300 km nordost om huvudstaden Pyongyang.